# Escrocs
Pour plus de détails, voir Fiche technique et Distribution.
Escrocs, ou Le pire qu'il pourrait arriver... au Québec (What's the Worst That Could Happen?) est une comédie américaine réalisée par Sam Weisman et sortie le 1er juin 2001 aux États-Unis et le 5 mars 2003 en France.

## Synopsis
Un riche homme d'affaires surprend un cambrioleur dans sa maison et lui dérobe sa bague porte-bonheur. Le cambrioleur va tout faire pour récupérer cette bague.

## Fiche technique
- Titres français : Escrocs ( France) et Le pire qu'il pourrait arriver... ( Québec)
- Titre original : What's the Worst That Could Happen ?
- Réalisation : Sam Weisman
- Scénario : Matthew Chapman et d'après l'œuvre de Donald E. Westlake
- Production :  Ashok Amritraj, David Hoberman et Wendy Dytman
- Directeur de la photographie : Anastas N. Michos (de)
- Musique : Tyler Bates
- Monteur : John Axelrad,Garth Craven et Nicholas Moore
- Chef décorateur : Howard Cummings
- Distribution :
  -  États-Unis : Metro Goldwyn Mayer
  -  France : UGC Fox Distribution (UFD)
- Format : Couleur
- Durée : 97 minutes
- Dates de sortie :
  -  États-Unis : 1er juin 2001
  -  France : 5 mars 2003 (Directement en vidéo)

## Distribution
Légende : VF = Version Française[réf. nécessaire] et VQ = Version Québécoise
- Martin Lawrence (VF : Lucien Jean-Baptiste ; VQ : Pierre Auger) : Kevin Caffery
- Danny DeVito (VF : Michel Fortin ; VQ : Luis de Cespedes) : Max Fairbanks
- John Leguizamo (VF : Didier Cherbuy ; VQ : Antoine Durand) : Berger
- Glenne Headly (VF : Anne Jolivet) : Gloria Sidell
- Carmen Ejogo (VF : Caroline Victoria ; VQ : Hélène Mondoux) : Amber Belhaven
- Bernie Mac (VF : Med Hondo) : l'oncle Jack
- Nora Dunn (VF : Pauline Larrieu ; VQ : Élise Bertrand) : Lutetia Fairbanks
- Larry Miller (VF : Patrick Floersheim ; VQ : Pierre Chagnon) : Earl Radburn
- William Fichtner (VF : Jean Barney ; VQ : Jean-Luc Montminy) : l'inspecteur Alex Tardio
- Lenny Clarke (VF : Jean-Claude Sachot) : Windham
- Siobhan Fallon Hogan (VF : Isabelle Leprince) : Edwina
- GQ (en) (VF : Adrien Antoine ; VQ : Daniel Lesourd) : Shelly Nix
- Richard Schiff (VF : Bernard Alane ; VQ : Hubert Gagnon) : Walter Greenbaum